# Dieter Leisegang

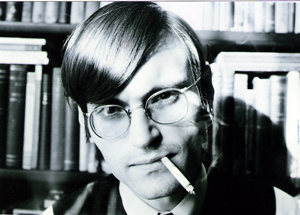
Dieter Leisegang

Dieter Leisegang (* 25. November 1942 in Wiesbaden; † 21. März 1973 in Offenbach am Main) war ein deutscher Autor, Philosoph und Übersetzer.

## Leben
Dieter Leisegang wurde am 25. November 1942 als elftes Kind des Malers und Kartographen Gustav Leisegang geboren. Seine Kindheit verbrachte er in Wiesbaden, bevor die Familie 1959 nach Offenbach am Main übersiedelte. In den fünfziger Jahren entstanden erste literarische Arbeiten und Gedichte, die in Zeitungen, Zeitschriften und Anthologien erschienen.
Nach dem Abitur studierte er an der Johann Wolfgang Goethe-Universität neben Germanistik und Geschichte Philosophie, vor allem bei Theodor W. Adorno und Julius Jakob Schaaf. Dessen Ansatz einer „Universalen Relationstheorie“ entwickelte Leisegang weiter zu dem „Entwurf einer Philosophie der Beziehung“, mit dem „Leisegang ein geschlossenes philosophisches Oeuvre hinterlässt, in welchem sich profunde historische Kenntnisse der gesamten Philosophiegeschichte mit einer fast bestürzenden systematischen Kraft auf höchstem Reflexions- und Argumentationsniveau bruchlos vereinigten“ (Julius Schaaf).
1963 lernte Leisegang den Typographen und Verleger Horst Heiderhoff kennen, mit dem er die Lyrikreihe „Das Neueste Gedicht“, Alte Folge, herausgab. 1963 musste er das Studium wegen einer schweren Lungenerkrankung unterbrechen, bevor er, nach einer Operation, 1967 an die Universität zurückkehren konnte. Schon während seines Studiums ist er vielseitig tätig gewesen: als Lehrbeauftragter für Ästhetik an der Werkkunstschule/Hochschule für Gestaltung Offenbach (1968–1970); als Dozent für Text und Rhetorik an der Fachschule für Industriewerbung und Absatzförderung in Kassel (1968–1971); sowie als freier Mitarbeiter in der Redaktion „Kunst und Literatur“ des Hessischen Rundfunks.
1969 promovierte er mit der Arbeit Die drei Potenzen der Relation im Fach Philosophie (Julius Schaaf/Theodor W. Adorno), Germanistik (Paul Stöcklein) und Osteuropäische Geschichte (Klaus Zernack). Leisegang erhielt an der Frankfurter Universität einen Lehrauftrag für die Geschichte der Philosophie, insbesondere der Kunsttheorie (1971–1973), den er unter anderem für eine philosophische Analyse des Werkes von Franz Kafka und Karl May nutzte. In diese Zeit fiel auch eine intensive Auseinandersetzung mit Grundlagenfragen des Grafikdesigns, dessen Ergebnis seine Prolegomena zu einer Theorie der Gestaltung sind, die er 1971 in der Zeitschrift design international (deren Redakteur er mit Anton Stankowski und Horst Heiderhoff war) veröffentlichte. Nebenher beschäftigte er sich auch mit Primzahlen.
Seine Lehrtätigkeit in Frankfurt unterbrach Leisegang 1972 für eine Gastdozentur an der University of the Witwatersrand in Johannesburg (Südafrika), wo er, neben einer in Englisch abgefassten Relationstheorie, eine philosophisch-politische Abhandlung zum Thema „Apartheid and Integration as Moments of a True Political Relationship between Black and White in South Africa“ plante (Brief an Julius Schaaf, 20. Juli 1972). Zur Ausführung dieses Versuches, am Beispiel Südafrikas relationstheoretisch nachzuweisen, dass einseitige politische Verhältnisse zu einer, in dieser Zeit schon absehbaren, sozialen und ökonomischen Katastrophe führen müssen, kam es nicht mehr bzw. nur in mündlicher Form in Vorlesungen (ein Manuskript zu diesem Thema ging beim Umzug verloren). Leisegang zog von Südafrika aus seine Bewerbung um ein Ordinariat an der J. W. Goethe-Universität ausdrücklich zurück und ließ seinen dortigen Lehrauftrag ruhen (Brief an J. Schaaf, 20. Juli 1972).
Im August 1972 kehrte er wegen des Todes seines Vaters nach Deutschland zurück. Er hielt im Wintersemester 1972/73 in Frankfurt das Seminar „Philosophische Aspekte der Literatur, Karl May: Ardistan und Dschinnistan“, das in gewissem Sinne sein Vermächtnis darstellt. In den frühen Morgenstunden des 21. März 1973 erschoss sich Leisegang, der zuvor noch in einem Brief an die Kriminalpolizei diese über seinen Freitod informiert hatte.

## Philosophie
Wie sein Frankfurter Kollege Wolfgang Cramer gehörte Dieter Leisegang zu jenen Philosophen, die sich nach Immanuel Kant und Georg Wilhelm Friedrich Hegel mit dem Problem des „Absoluten“ auseinandersetzten; wobei die Richtung dieser Auseinandersetzung allgemein durch den von Ernst Cassirer beschriebenen Übergang vom Substanzbegriff zum Funktionsbegriff und insbesondere durch die Untersuchungen von Leisegangs Frankfurter Lehrer Julius Schaaf vorgegeben war.
Wie schon im Neukantianismus, besonders bei Paul Natorp, die Relation an die „Spitze aller logischen Erwägungen“ trat, so hatte Schaaf mit dem Ziel einer Überwindung der traditionellen Minimalisierung der Relation und in Auseinandersetzung mit der „Grundwissenschaft“ von Johannes Rehmke die Grundprinzipien einer universalen Relationstheorie als der Universalmethode der Philosophie entwickelt. In der Relation sieht Schaaf deren einzigen Grundbegriff: „Alles was ist, ist Beziehung, und alles was nicht ist auch Beziehung. Die Beziehung ist das Absolute selbst.“ Dabei unterscheidet er zwischen „äußeren“ (ontologischen), ihre Träger (Substanzen) nachträglich verbindenden Relationen, und „inneren“ (logischen), ihre Relata erst erzeugenden Relationen und betont, dass weder äußere (bei Bertrand Russell und Ludwig Wittgenstein „extern relations“) noch innere Relationen („intern relations“) dem wahren Wesen des Relationalen gerecht werden; denn es sei jeder Beziehung eigen, dass sie, indem sie eint, zugleich trennt, und indem sie trennt, zugleich eint. Diese Parallelität (oder Gleichursprünglichkeit) von Einheit und Differenz, den Extremalmomenten der Relation, nennt Schaaf „transzendentale Relation“: das „einzig und schlechthin Beziehungslose“, das – von Wolfgang Cramer als „außen“ bezeichnet – als das „Übergegenständliche par excellence“ die „Totalität alles Seienden, des Wirklichen und des Unwirklichen bedeutet“ (wobei es von eminenter Wichtigkeit ist, dass mit dem „Beziehungslosen“ nicht das „A-relative“, also die absolute Substanz, sondern vielmehr das Arelationale, Nicht-beziehungshafte gemeint ist).
Leisegang vertiefte diesen Ansatz, indem er darauf hinwies, dass jede Beziehung sich letztlich als transzendentale ausweist. Deshalb spricht er von den „drei Potenzen der Relation“ und betont, dass „die grundlegenden Charakteristika der Beziehung erster und zweiter Potenz, Trennung und Einheit, Differenz und Identität, selbst als Beziehungen nicht aufrechterhalten werden können“, weil dies bei der Relation 1. Potenz zu einer unvermittelten Dialektik von Idealität und Realität führt und bei der Relation 2. Potenz zu einer gleichgültigen Dialektik von logischem Atomismus und Solipsismus.
Die Komplettierung dieser Universalen Relationstheorie – als der Synopsis von Methode (Vollzug) und System (Totalität) – durch eine Theorie der „Letztelemente“ führte bei Leisegang zu einer Destruktion von Dialektik zugunsten einer Betrachtungsweise, in der das Relationale als höchste Dimensionalität begriffen wird, welche „Elemente bezieht, insofern sie alle sind“: vom bestimmungslosen Punkt bis zur Totalität des „total informierten Bin“.

## Wirkung
Leisegang war sich darüber klar, dass er, wie er in einem unveröffentlichten Vorwort zu seinem philosophischen Hauptwerk „Dimension und Totalität“ schreibt, „sich mit philosophischen Fragestellungen“ beschäftigte, „die vielleicht aus der Mode gekommen sind“. Aber der „Problemkreis um Letztelement und Totalität“ bildet nach wie vor, wie die aktuelle Entwicklung der Wissenschaften zeigt, das „Rahmenproblem aller Einzeluntersuchungen“. Auf die fundamentale Bedeutung einer Philosophie der Beziehung weist neuerdings Paul Drechsel im Zusammenhang seiner Untersuchungen zu einer (nicht-aristotelischen) „Logik der Globalisierung“ hin:
„Die ‚Beziehung‘ oder Relation aRb als die wohl fundamentalste Entität der Wirklichkeit und des Denkens führt philosophisch, logisch und wissenschaftstheoretisch ein unverständliches Schattendasein. Man könnte die Publikationen, die sich mit dem Relationskonzept befassen, seit den Zeiten der alten Griechen wohl an einer Hand abzählen. Herausragend, doch einsam auf weiter Flur, kann das Werk von Dieter Leisegang ‚Die drei Potenzen der Relation‘ (1969) angesehen werden. Vermutlich wegen dieser enormen wissenschaftstheoretischen Verdrängungsleistung und des marginalisierten Status des Relationskonzepts reagieren Logiker und Mathematiker, ebenso Physiker, schon allergisch, wenn man sich diesem Konzept interpretativ zuzuwenden versucht. Vermutlich hat diese Haltung ihre Erklärung im schon dogmatischen Verständnis des Newton’schen Paradigmas. Die Publikationen zur Relation aRb in der Logik und mathematischen Mengenlehre sind nämlich unüberschaubar, doch es wird nirgendwo erläutert, dass es sich hinsichtlich der Relation aRb wissenschaftstheoretisch um ein höchst problematisches Verhältnis handelt, ja genau genommen um eine Antinomie.“

## Werke

### Gedichtbände
- Bilder der Frühe (Privatdruck), Offenbach am Main 1962.
- Aufbruch der Stille, Prosa, Offenbach am Main 1963
- Übung eines Weges (Privatdruck), Offenbach am Main 1964
- Brüche. Bläschke, Darmstadt 1964
- Überschreitungen. Bläschke, Darmstadt 1965
- Intérieurs. Jolei [d. i. Joachim Leisegang] Holzschnitte (nach Zeichnungen von Claire-Lise Holy). Nachwort: Hans Hinterhäuser. Heiderhoff, Frankfurt 1966
- Hoffmann am Fenster. Zeichnungen von Claire-Lise Holy. Nachwort: Hans-Jürgen Heise. Heiderhoff, Frankfurt 1968
- Unordentliche Gegend. Aphorismen, Gedichte, Übersetzungen 1960–1970. Acht Zeichnungen von Jolei. Heiderhoff, Frankfurt 1971
- Aus privaten Gründen. Gedichte und Aphorismen. Heiderhoff, Frankfurt 1973
- Bei Abwesenheit von Wolken – Aphorismen zur Landschaft. Leisegangs Texte zu Bildern von Jolei. Heiderhoff, Echzell 1976
- Lauter letzte Worte. Gedichte und Miniaturen. Hg. u. Nachwort Karl Corino. Suhrkamp, Frankfurt 1980
- Übung eines Weges. Gedichte. Hrsg. Roswitha Heiderhoff u. Karl Corino, Heiderhoff, Eisingen 1986

### Essays (Theorie der Gestaltung)
- Die Form sichtbar machen, in: Katalog der Frankfurter Sezession, Frankfurt 1963
- Die Welt lesen, in: Horst Heiderhoff, Drucke und Typografie, Mainz 1965
- Aber trenne die Schichten... Reflexionen zu Gedichten von Paul Lüth, in: Deutsches Ärzteblatt 7, 12. Februar 1966, S. 462–463
- Nachwort, in: Carl Schmachtenberg, Ausgewählte Gedichte, Frankfurt [Druck der Horst-Heiderhoff-Presse 2] 1967
- Die Wahl einer Schrift, in: Horst Heiderhoff Typographie, Wiesbaden 1967
- Was ist Grafik-Design und was kann es leisten?/What means Graphic-Design and what can it perform?, in: design international 2/[19]70, S. 8–17
- Prolegomena zu einer Theorie der Gestaltung I: Einleitung, in: design international 4/[19]70 [?], S. 6–7
- Prolegomena zu einer Theorie der Gestaltung II: Gestaltung und Information/Prolegomena to a Theory of Designing II: Designing and Information, in: design international 1/[19]71 I, S. 54–60 [eine etwas längere Fassung unter dem Titel Gestalt – Information – Kunst, in: Druck-Print, 1/1971, S. 13–16; beide Fassungen gehen auf das 26 Seiten umfassende Typoskript im Nachlass Dieter Leisegang im Deutschen Literaturarchiv Marbach zurück, sind aber jeweils in unterschiedlichen Graden überarbeitet]
- Aggression als Heilslehre, in: Der Literat, Heft 12, Frankfurt 1970
- Heinrich Wehmeiers didaktische Typographie, in: Der Polygraph, Beilage zu Heft 20-[19]71
- Lücken im Publikum. Relatives und Absolutes bei Franz Kafka. In: Philosophie als Beziehungswissenschaft. Festschrift für Julius Schaaf. Heiderhoff, Frankfurt 1974, S. XVI / 3–56

### Philosophische Schriften
- Die drei Potenzen der Relation. Heiderhoff, Frankfurt 1969
- Dimension und Totalität. „Entwurf einer Philosophie der Beziehung“. Heiderhoff, Frankfurt 1972
- Philosophie als Beziehungswissenschaft. Festschrift für Julius Schaaf (Hrsg. mit Wilhelm Friedrich Niebel). Heiderhoff, Frankfurt 1974

### Mathematik
- Vorbereitende Ausführungen zum Thema: Primzahlentabellen im Zahlbereich über 10 hoch sieben, Typoskript o. J., 16 S. (Nachlass Dieter Leisegang, Deutsches Literaturarchiv Marbach)

### Filme/Rundfunkfeatures
- Ein Fenster zur Welt, Gedichte von zehn slowenischen Autoren, Süddeutscher Rundfunk, 5. September 1968
- Erich Martin, Porträt eines Malers, Hessisches Fernsehen, 8. Juli 1969
- Dichter über ihre Dichtungen, Hessisches Fernsehen, 8. Juli 1969
- Die Pariser Biennale für junge Kunst, Hessisches Fernsehen, 22. Oktober 1969
- Ich schreibe … Resignation und Tendenz in der deutschen Lyrik nach Auschwitz, Hessisches Fernsehen, 11. November 1969
- Die Gießener Musiktage 1969, ARD, 23. November 1969
- Aus dem Nachlaß der sechziger Jahre, ARD, 1. Januar 1970
- Kunst und Kitsch im Kinderbuch, Hessisches Fernsehen, 23. Februar 1970
- Die Kinderbuchmesse in Bologna, ARD, 25. April 1970

### Übertragungen
- W. H. Auden, The Common Life, Darmstadt 1964
- W. H. Auden, The Cave of Making, Darmstadt 1965
- Hart Crane, Moment Fugue, Darmstadt: J. G. Bläschke Verlag (1966)
- Edvard Kocbek, Die Dialektik, Frankfurt 1968

### Nachlass (Deutsches Literaturarchiv Marbach)
- Gestaltung und Information [= Prolegomena zu einer Theorie der Gestaltung II], Typoskript, undat., 27 S. Din a 4
- Arbeitsexemplar Die drei Potenzen der Relation, mit eigenh. Anmerkungen u. Ergänzungen
- Lyrik und Computer, handschr. Ms., undatiert, 3 S. Din a 4
- Selbst-Rezension „Unordentliche Gegend“, Typoskript, dat. 1971, 3. S. Din a 4
- Fragment: Ausgehend von einem alltäglichen Sachverhalt … [wohl 1. Disposition für Die drei Potenzen der Relation], undat., handschr. Ms., 2 S. Din a 4
- Dimension und Relation (Anhang zu Die drei Potenzen der Relation), handschr. Ms., dat. 26. Januar 1969, 3 S. Din a 5
- Vorwort zu Dimension und Totalität, handschr. auf 2 Briefumschlägen, Poststempel 18. Januar72
- Fragment: Ästhetik, handschr. Ms., undat., 2 S. Din a 5
- Fragment: Das Ende der Einsamkeit, handschr. Ms., bez. „Dieter – Bärbel diktiert“, 4 S. Din a 4 mit „Inhaltsverzeichnis“ [„1. Das Ende der Einsamkeit, 2. Die Zerstörung der Kunst, 3. Alleinsein oder die uniformierte Gesellschaft“], undat.
- Typoskript von Dimension und Totalität, mit eigenh. Überarbeitungen
- Rede zum 60. Geburtstag J. Schaafs Okt. 70, Typoskript, 4. S. Din a 4
- Briefe von W. H. Auden an Leisegang